# 沃尔克拉姆斯豪森
沃尔克拉姆斯豪森（德語：Wolkramshausen，發音：[vɔlkʁamsˈhaʊzn̩]）是德国图林根州诺德豪森县曾经的一个市镇，面积10.84平方千米，2017年12月31日人口为936人。2019年1月1日，沃尔克拉姆斯豪森与邻近的7个市镇并入市镇布莱谢罗德。